# Kanton Saint-Amarin
Kanton Saint-Amarin (fr. Canton de Saint-Amarin) byl francouzský kanton v departementu Haut-Rhin v regionu Alsasko. Tvořilo ho 15 obcí. Zrušen byl po reformě kantonů 2014.

## Obce kantonu
- Fellering
- Geishouse
- Goldbach-Altenbach
- Husseren-Wesserling
- Kruth
- Malmerspach
- Mitzach
- Mollau
- Moosch
- Oderen
- Ranspach
- Saint-Amarin
- Storckensohn
- Urbès
- Wildenstein